# Tadeusz Wojtaszek

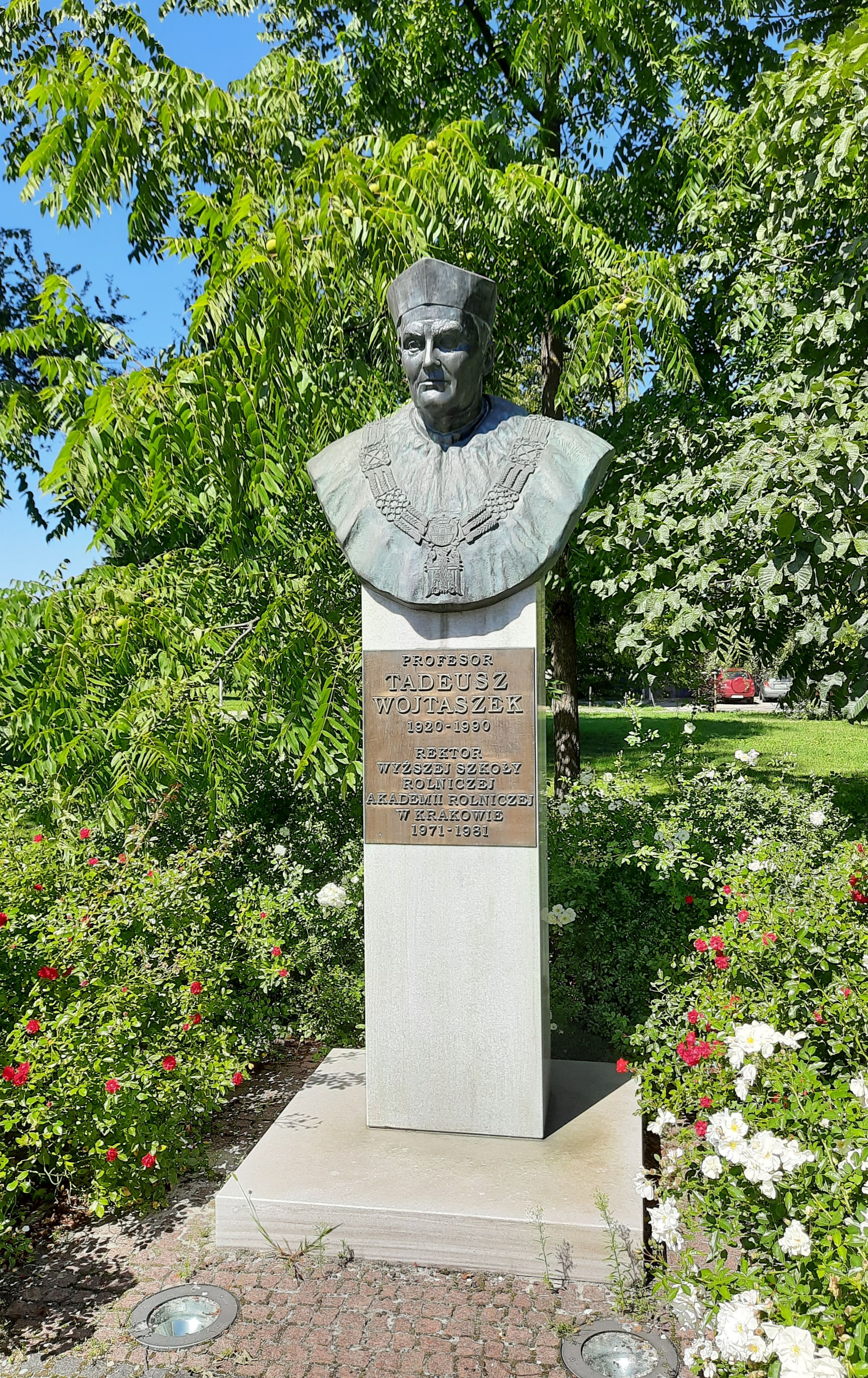
Pomnik Tadeusza Wojtaszka na terenie kampusu Uniwersytetu Rolniczego w Krakowie (Al. 29 listopada)

Tadeusz Szczepan Wojtaszek (ur. 15 grudnia 1920 w Lutczy, zm. 14 lutego 1990 w Krakowie) – polski specjalista od nauk ogrodniczych, wykładowca i rektor Akademii Rolniczej w Krakowie.

## Życiorys

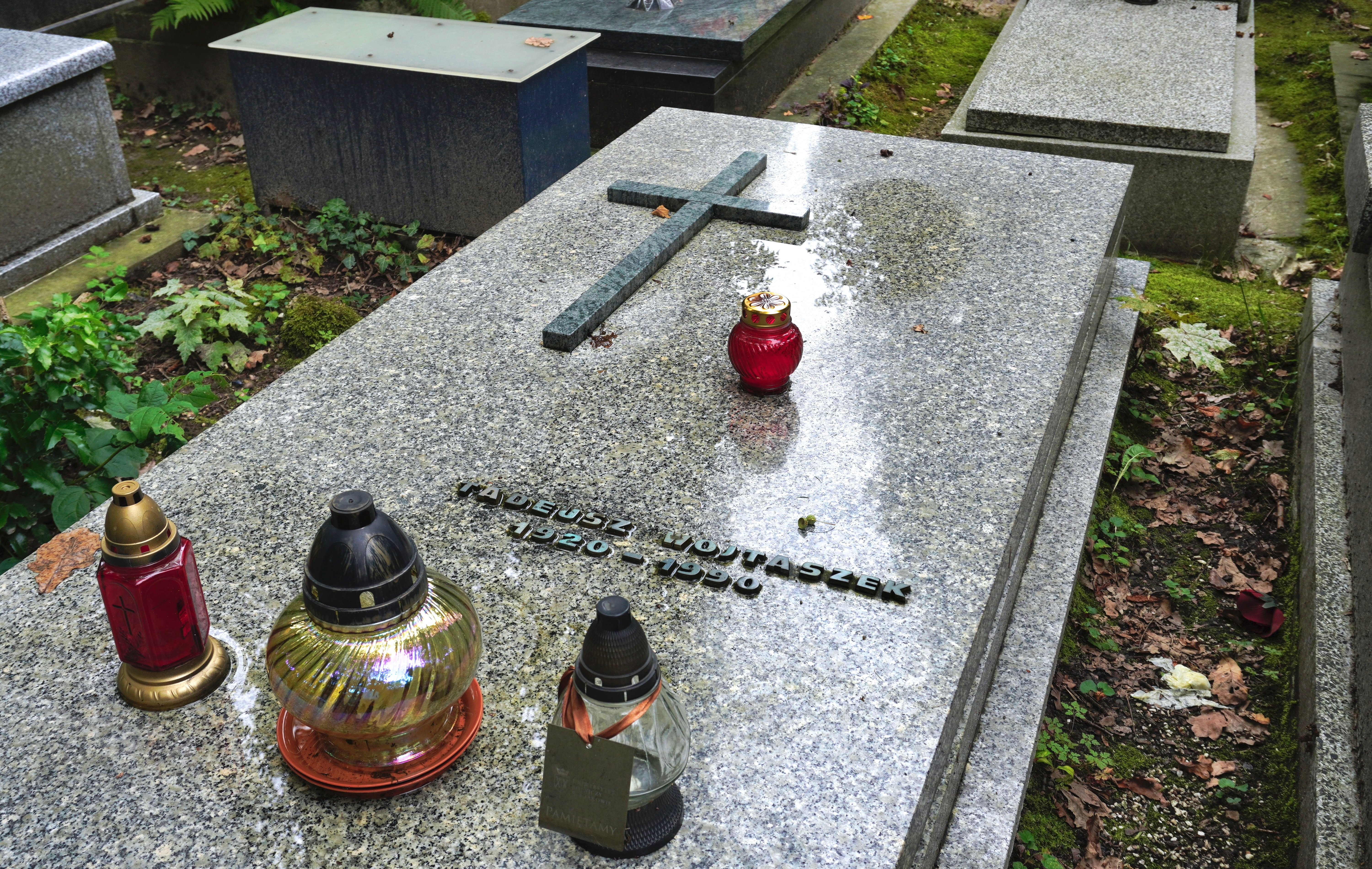
Grób prof. Tadeusza Wojtaszka na Cmentarzu Rakowickim w Krakowie

Wykształcenie w zakresie nauk rolniczych zdobywał samodzielnie do 1937 roku. W 1938 został przyjęty do Szkoły Rolniczej w Miłocinie. Ukończył pierwszą klasę, jednak dalszą edukację wstrzymała wojna. Od 1941 r. kontynuował naukę w Wyższej Szkole Rolniczej w Suchodole (średnia szkoła zawodowa). Ukończył ją w 1943 roku. W czasie II wojny światowej był żołnierzem Batalionów Chłopskich pod pseudonimami "Snop", "Jakubowicz", w 1944 wywieziony w głąb ZSRR, do Polski wrócił w listopadzie 1947 roku. Po powrocie przeniósł się do Wrocławia, gdzie podjął pracę we Wrocławskich Okręgowych Zakładach Zbożowych "PZZ". W latach 1948–1954 pełnił w nich wiele funkcji od towaroznawcy po zastępcę dyrektora w ostatnim etapie zatrudnienia.
W 1949–1953 studiował na Wydziale Rolniczym Uniwersytetu Wrocławskiego, uzyskując dyplom inżyniera rolnictwa. W latach 1954–1956 kontynuował naukę na Wydziale Rolniczym Wyższej Szkoły Rolniczej w Krakowie, gdzie uzyskał tytuł magistra inżyniera. Doktoryzował się w 1962. Początkowo podjął pracę w Zakładzie Fizjologii Roślin PAN w Krakowie na stanowisku asystenta (1956–1962), a po uzyskaniu stopnia doktora przeszedł do Wyższej Szkoły Rolniczej w Krakowie, gdzie pracował jako adiunkt w Katedrze Genetyki, Hodowli Roślin i Nasiennictwa. W latach 60. odbył staż w USA w Departamencie Ogrodniczym Uniwersytetu im. Purdue w Lafayette w stanie Indiana. W 1967 mianowany docentem w Katedrze Ogrodnictwa WSR w Krakowie. W 1972 roku uzyskał tytuł profesora nadzwyczajnego, a w 1979 profesora zwyczajnego. 
Organizator Wydziału Ogrodniczego i jego pierwszy dziekan. W latach 1971–1981 rektor krakowskiej Akademii Rolniczej. Podczas 3 kadencji rektorskich rozbudował Uczelnię pod względem liczby wydziałów, studentów oraz infrastruktury. Wybudowany został między innymi kampus Uczelni przy Al. 29 listopada: Wydział Ogrodniczy, Wydział Leśny, akademiki, stołówka, szklarnie. Promotor 123 prac magisterskich i 9 doktoratów. Od 1976 członek korespondent, od 1989 członek rzeczywisty PAN, w latach 1987–1989 członek jej prezydium. 
Współtwórca i pierwszy redaktor naczelny czasopisma „AURA” od 1973 oraz „Folia Horticulturae” od 1989, wydawanego przez Polskie Towarzystwo Nauk Ogrodniczych, do którego powołania również się przyczynił w 1987 roku. 
Doktor honoris causa Akademii Rolniczej im. Timiriazewa w Moskwie (1980), Wyższej Szkoły Rolniczej w Pradze (1981) i Akademii Rolniczej w Poznaniu (1989). 
Pochowany na cmentarzu Rakowickim w Krakowie.